# Телеграф (СМИ)
Телеграф – украинское интернет-издание социально-политической направленности, созданное в 2012 году. Сайт освещает актуальные события в Украине и мире. Принадлежит украинскому бизнесмену Вадиму Осадчему. Главный редактор – Ярослав Жаренов.

## История проекта
Издание работает с 2012 года.
Летом 2022 года основным языком издания стал украинский.
10 июня 2022 года прокуратура Липецкой области РФ направила письмо редакции «Телеграфа» с требованием удалить рецепт «коктейлей Молотова», который был опубликован в первые дни полномасштабного вторжения войск РФ в Украину.

## Посещаемость
Страницы издания посещают около полумиллиона уникальных пользователей. Также популярна Facebook-страница, которую читают 690 тысяч пользователей и Телеграм-канал, где более 60 тысяч подписчиков.

## Отличия и рейтинги
По результатам апреля 2022 года аналитики Gemius включили издание «Телеграф» в рейтинг топ-10 новостных порталов Украины.
Кроме того, Телеграф вошел в список самых популярных интернет-медиа Украины по всемирному статистическому рейтингу Alexa Internet и Интернет-ассоциации Украины.
В 2019 году НОК Украины в рамках Всеукраинского конкурса «Украина олимпийская» назвал Телеграф лучшим электронным изданием.
Институт массовой информации в сентябре 2022 года поставил Телеграф в топ СМИ, которые предоставляют аудитории информацию о редакционной политике и открыто указали данные о главном редакторе, а также контактные данные редакции.